# Championnat de Russie de hockey sur glace 2001-2002
Saison précédente Saison suivante
2001-2002 est la sixième saison de la Superliga, le championnat élite de hockey sur glace en Russie. L'équipe du Lokomotiv Iaroslavl remporte la saison régulière ainsi que les séries éliminatoires.

## Saison régulière
Tous 51 matchs.
| Place | Équipe                   | Pts | V  | VP | N  | DP | D  | BP  | BC  | +/-  |
| ----- | ------------------------ | --- | -- | -- | -- | -- | -- | --- | --- | ---- |
| 1     | Lokomotiv Iaroslavl      | 117 | 35 | 2  | 6  | 2  | 6  | 167 | 80  | +87  |
| 2     | Ak Bars Kazan            | 101 | 30 | 1  | 7  | 2  | 11 | 151 | 88  | +63  |
| 3     | Avangard Omsk            | 100 | 27 | 3  | 11 | 2  | 8  | 156 | 93  | +63  |
| 4     | Lada Togliatti           | 95  | 28 | 3  | 5  | 0  | 15 | 121 | 77  | +44  |
| 5     | Metallourg Magnitogorsk  | 95  | 28 | 3  | 2  | 3  | 15 | 152 | 125 | +27  |
| 6     | Severstal Tcherepovets   | 92  | 28 | 1  | 6  | 0  | 16 | 150 | 99  | +51  |
| 7     | HK Dinamo Moscou         | 89  | 24 | 4  | 6  | 3  | 14 | 127 | 98  | +29  |
| 8     | Krylia Sovetov Moscou    | 86  | 26 | 1  | 3  | 3  | 18 | 128 | 113 | +15  |
| 9     | Salavat Ioulaïev Oufa    | 73  | 21 | 2  | 6  | 0  | 22 | 126 | 127 | -1   |
| 10    | Amour Khabarovsk         | 73  | 20 | 3  | 6  | 1  | 21 | 95  | 96  | -1   |
| 11    | HK Spartak Moscou        | 70  | 21 | 1  | 5  | 0  | 24 | 123 | 125 | -2   |
| 12    | Metallourg Novokouznetsk | 67  | 17 | 2  | 10 | 2  | 20 | 104 | 109 | -5   |
| 13    | Neftekhimik Nijnekamsk   | 57  | 17 | 0  | 2  | 4  | 28 | 112 | 131 | -19  |
| 14    | Traktor Tcheliabinsk     | 50  | 12 | 2  | 7  | 3  | 27 | 100 | 137 | -37  |
| 15    | SKA Saint-Pétersbourg    | 46  | 13 | 2  | 2  | 1  | 33 | 87  | 147 | -60  |
| 16    | Molot Prikamie Perm      | 46  | 13 | 1  | 4  | 1  | 32 | 93  | 157 | -64  |
| 17    | HK CSKA Moscou           | 36  | 10 | 1  | 4  | 0  | 36 | 100 | 206 | -106 |
| 18    | Torpedo Nijni Novgorod   | 35  | 7  | 1  | 6  | 6  | 31 | 85  | 169 | -84  |

- Équipe championne de la saison régulière
- Équipe qualifiée pour les séries
- Équipe reléguée

## Séries éliminatoires
|  | Quarts de finale        | Quarts de finale        |                     |   | Demi-finales | Demi-finales |  |  | Finale | Finale |
|  | Quarts de finale        | Quarts de finale        |                     |   | Demi-finales | Demi-finales |  |  | Finale | Finale |
|  |                         |                         |                     |   |              |              |  |  |        |        |
|  |                         |                         |                     |   |              |              |  |  |        |        |
|  |                         |                         |                     |   |              |              |  |  |        |        |
|  | Lokomotiv Iaroslavl     | 3                       |                     |   |              |              |  |  |        |        |
|  | Lokomotiv Iaroslavl     | 3                       |                     |   |              |              |  |  |        |        |
|  | Krylia Sovetov          | 0                       |                     |   |              |              |  |  |        |        |
|  | Krylia Sovetov          | 0                       | Lokomotiv Iaroslavl | 3 |              |              |  |  |        |        |
|  |                         |                         | Lokomotiv Iaroslavl | 3 |              |              |  |  |        |        |
|  |                         | Metallourg Magnitogorsk | 0                   |   |              |              |  |  |        |        |
|  | Lada Togliatti          | Metallourg Magnitogorsk | 0                   | 1 |              |              |  |  |        |        |
|  | Lada Togliatti          |                         |                     | 1 |              |              |  |  |        |        |
|  | Metallourg Magnitogorsk | 3                       |                     |   |              |              |  |  |        |        |
|  | Metallourg Magnitogorsk | 3                       | Lokomotiv Iaroslavl | 3 |              |              |  |  |        |        |
|  |                         |                         | Lokomotiv Iaroslavl | 3 |              |              |  |  |        |        |
|  |                         | Ak Bars Kazan           | 0                   |   |              |              |  |  |        |        |
|  | Avangard Omsk           | Ak Bars Kazan           | 0                   | 3 |              |              |  |  |        |        |
|  | Avangard Omsk           |                         |                     | 3 |              |              |  |  |        |        |
|  | Severstal Tcherepovets  | 1                       |                     |   |              |              |  |  |        |        |
|  | Severstal Tcherepovets  | 1                       | Avangard Omsk       | 2 |              |              |  |  |        |        |
|  |                         |                         | Avangard Omsk       | 2 |              |              |  |  |        |        |
|  |                         | Ak Bars Kazan           | 3                   |   |              |              |  |  |        |        |
|  | Ak Bars Kazan           | Ak Bars Kazan           | 3                   | 3 |              |              |  |  |        |        |
|  | Ak Bars Kazan           |                         |                     | 3 |              |              |  |  |        |        |
|  | Dinamo Moscou           | 0                       |                     |   |              |              |  |  |        |        |
|  | Dinamo Moscou           | 0                       |                     |   |              |              |  |  |        |        |

## Match des étoiles
| 15 décembre 2001 | Ouest | 11-8 (5-2, 2-5, 4-1) | Est | Arena 2000 9 500 spectateurs |

| Feuille de match   | Feuille de match | Feuille de match          | Feuille de match | Feuille de match        |
| ------------------ | --- | ------------------------- | --- | ----------------------- |
|                    | 6 min 28 s, Oupper (Torgaïev) 8 min 52 s, Peterke (Krassotkine, Podomatski) 10 min 40 s, Antipov (Joukov, Vassiliev) 14 min 41 s, Bout 17 min 38 s, Razine (Gogolev) 25 min 15 s, Gogolev (Vychedkevitch) 39 min 30 s, Bout (Samyline, Antipov) 46 min 00 s, Razine 48 min 44 s, Samyline (Bout) 55 min 29 s, Oupper (Torgaïev) 56 min 43 s, Savtchenko (Razine, Gogolev) |                           | 3 min 08 s, Tsouliguine 15 min 29 s, I. Korechkhov (Karpov) 23 min 53 s, Bykov (Semak) 31 min 06 s, Zatonski (Souchinski) 32 min 26 s, Koukhtinov (Zatonski, Souchinski) 32 min 45 s, Karpov (Bykov) 35 min 49 s, Moskalev (Bykov) 57 min 08 s, Karpov (Bykov) | Arbitrage : Boutourline |
| Podomatski Sokolov | Gardiens | Vioukhine Volkov Chabanov | | Arbitrage : Boutourline |
|                    | |                           | | Arbitrage : Boutourline |
|                    | |                           | | Arbitrage : Boutourline |

### Équipe ouest
- Gardiens de but : Iegor Podomatski (Lokomotiv Iaroslavl), Maksim Sokolov (SKA).
- Défenseurs : Oleg Orekhovski (Dinamo Moscou), Andreï Skopintsev (Dinamo Moscou), Sergueï Vychedkevitch (Dinamo Moscou), Ilia Gorokhov (Lokomotiv Iaroslavl), Sergueï Joukov (Lokomotiv Iaroslavl), Alekseï Vassiliev (Lokomotiv Iaroslavl), Dmitri Krassotkine (Lokomotiv Iaroslavl).
- Attaquants : Sergueï Zinoviev (Spartak), Dmitri Gogolev (Spartak), Andreï Razine (Dinamo Moscou), Aleksandr Savtchenkov (Dinamo Moscou), Jan Peterek (Lokomotiv Iaroslavl), Andreï Kovalenko (Lokomotiv Iaroslavl), Vladimir Antipov (Lokomotiv Iaroslavl), Vadim Chakhraitchouk (Lokomotiv Iaroslavl), Vladimir Samyline (Lokomotiv Iaroslavl), Anton Bout (Lokomotiv Iaroslavl), Vadim Iepantchintsev (Severstal), Dmitri Oupper (Spartak), Pavel Torgaïev (Severstal).
- Entraîneurs : Vladimir Semionov (Dinamo Moscou), Nikolaï Soloviov (Spartak), Vladimír Vůjtek (Lokomotiv Iaroslavl)

### Équipe est
- Gardiens de but : Aleksandr Vioukhine (Avangard Omsk), Alekseï Volkov (Salavat Ioulaïev Oufa), Sergueï Chabanov (Metallourg Novokouznetsk).
- Défenseurs : Dmitri Bykov (Ak Bars Kazan), Aleksandr Jdan (Ak Bars Kazan), Oleg Vevtcherenko (Avangard Omsk), Nikolaï Tsoulyguine (Salavat Ioulaïev Oufa), Oleg Chargorodski (Avanguard Omsk), Roman Koukhtinov (Salavat Ioulaïev Oufa), Aleksandr Ioudine (Neftekhimik Nijnekamsk).
- Attaquants : Maksim Souchinski (Avangard Omsk), Dmitri Zatonski (Avanguard), Aleksandr Prokopiev (Avangard Omsk), Valeri Karpov (Metallourg Magnitogorsk), Ievgueni Korechkov (Metallourg Magnitogorsk), Iouri Kouznetsov (Metallourg Magnitogorsk), Aleksandr Golts (Metallourg Magnitogorsk), Sergueï Chalamaï (Salavat Ioulaïev Oufa), Aleksandr Semak (Salavat Ioulaïev Oufa), Alekseï Koznev (Avangard Omsk), Sergueï Moskaliov (Metallourg Novokouznetsk).
- Entraîneurs : Valeri Belooussov (Metallourg Magnitogorsk), Guennadi Tsygourov (Avangard).

## Trophées
- Meilleur joueur : Andreï Kovalenko (Lokomotiv Iaroslavl).
- Meilleur marqueur : Maksim Souchinski (Avangard Omsk).
- Meilleur gardien : Iegor Podomatski (Lokomotiv Iaroslavl).
- Meilleur novice : Aleksandr Frolov (Krylia Sovetov Moscou).
- Meilleur vétéran : Alekseï Ameline (Lokomotiv Iaroslavl).
- Prix du fair-play : Dmitri Kvartalnov (Ak Bars Kazan).
- Meilleur entraîneur : Vladimir Vujtek (Lokomotiv Iaroslavl).
- Meilleur arbitre : Mikhaïl Boutourline (Moscou).

## Vyschaïa Liga
Le Sibir Novossibirsk remporte la Vyschaïa Liga.